# Boaz Lalang
Boaz Kiplagat Lalang (8 febbraio 1989) è un mezzofondista keniota.

## Palmarès

### Mondiali indoor
- 1 medaglia:
  - 1 argento (Doha 2010 negli 800 m piani)

### Giochi del Commonwealth
- 1 medaglia:
  - 1 oro (New Delhi 2010 negli 800 m piani)

### Giochi panafricani
- 1 medaglia:
  - 1 argento (Maputo 2011 negli 800 m piani)